# Поаро
За чланак о инспектору Поару, погледајте Херкул Поаро
Поаро (енгл. Agatha Christie's Poirot) јесте британска ТВ серија снимљена по романима британске књижевнице Агате Кристи. Главног лика серије, приватног детектива Херкула Поароа (фр. Hercule Poirot) тумачи Дејвид Суше.
Серија је имала 13 сезона и снимљено је укупно 70 епизода. Трајала је од 1989. године до 2013. године.
У Србији, Црној Гори, Македонији и Босни и Херцеговини серија је са преводом на српски језик премијерно емитована на каналу РТС 2, а касније и на РТВ Пинк, Пинк фемили, Пинк 2, БК ТВ итд. 
Серија је (не комплетно) изашла на 30 DVD-ова које је издала издавачка кућа Голд Аудио Видео.

## Улоге

### Главна
- Дејвид Суше као Херкул Поаро

### Епизодне
- Хју Фрејзер као Капетан (раније поручник) Артур Хејстингс (сезоне 1-8, 13)
- Филип Џексон као Главни инспектор (раније инспектор, а касније помоћник начелника) Џејмс Џап (сезоне 1-8, 13)
- Паулин Моран као Госпођица Фелисити Лемон, Поароова секретарица (сезоне 1-3, 5-8, 13)
- Зои Ванамејкер као Аријадна Оливер (сезоне 10-13)
- Дејвид Јеланд као Џорџ, Поароов батлер (сезоне 10-13)
- Ричард Хоуп као Надзорник Харолд Спенс (сезоне 10-11)

## Епизоде
| Сезона | Сезона | Епизоде | Епизоде | Оригинално емитовање | Оригинално емитовање |
| Сезона | Сезона | Епизоде | Епизоде | Премијера            | Финале               |
| ------ | ------ | ------- | ------- | -------------------- | -------------------- |
|        | 1.     | 10      | 10      | 8. јануар 1989.      | 19. март 1989.       |
|        | 2.     | 10      | 10      | 7. јануар 1990.      | 4. март 1990.        |
|        | 3.     | 11      | 11      | 16. септембар 1990.  | 10. март 1991.       |
|        | 4.     | 3       | 3       | 5. јануар 1992.      | 19. јануар 1992.     |
|        | 5.     | 8       | 8       | 17. јануар 1993.     | 7. март 1993.        |
|        | 6.     | 4       | 4       | 25. децембар 1994.   | 16. март 1996.       |
|        | 7.     | 2       | 2       | 2. јануар 2000.      | 19. фебруар 2000.    |
|        | 8.     | 2       | 2       | 20. април 2001.      | 8. јул 2001.         |
|        | 9.     | 4       | 4       | 14. децембар 2003.   | 26. април 2004.      |
|        | 10.    | 4       | 4       | 11. децембар 2005.   | 2. април 2006.       |
|        | 11.    | 4       | 4       | 1. септембар 2008.   | 22. септембар 2008.  |
|        | 12.    | 4       | 4       | 30. децембар 2009.   | 11. јул 2010.        |
|        | 13.    | 5       | 5       | 9. јун 2013.         | 13. новембар 2013.   |